# Moutas
Moutas es un lugar de la parroquia de Pereda del Municipio de Grado en Asturias, España. Según el Instituto Nacional de Estadística de España, Moutas, al año de 2021, tiene una población de 24 habitantes. El pueblo cuenta con una capilla dedicada a San Antón, y celebra la fiesta de este santo el sábado más cercano al 17 de enero.

## Turismo
El senderismo es una actividad que atrae gente a Moutas. Los senderistas suelen utilizar a Moutas como punto de partida y aparcamiento desde donde llegar al Pico Peruyales (640 metros) y al Pico Pedrorio (784 metros).
Moutas se encuentra sobre el Camino Real del Puerto de la Mesa, un sendero importante de largo recorrido en Asturias, y la ruta seguida por la antigua calzada romana de La Mesa. Esta calzada era utilizada para comunicar Castilla con Gijón, y tuvo importancia desde la época de Augusto, primer emperador romano, y hasta comienzos del siglo XIX.
Moutas también se encuentra cerca de la porción asturiana del Camino Primitivo, una de las rutas del Camino de Santiago. El Camino Primitivo pasa por Grado y Las Regueras en su ruta hacia Santiago de Compostela.